# Абрамян, Армен Аршавирович
Арме́н Аршави́рович Абрамя́н (арм. Արմեն Արշավիրի Աբրահամյան, 2 июня 1959, село Малишка, Ехегнадзорский район) — депутат парламента Армении, один из братьев Ара Абрамяна.
- 1978—1982 — Армянский сельскохозяйственный институт с квалификацией ученого-агронома.
- 1984—1986 — Высшая комсомольская школа при ЦК ВЛКСМ в Москве.
- 1975—1977 — работал на производстве.
- 1982—1984 — секретарь комсомольской организации совхоза села Малишка.
- 1986—1987 — второй секретарь Ехегнадзорского райкома ВЛКСМ, а с 1987—1991 — первый секретарь.
- 1991—1993 — директор армяно-российского совместного предприятия «Монитор».
- 1993—2001 — начальник Ехегнадзорской территориальной налоговой инспекции, затем Вайоцдзорская области Министерства государственных доходов Армении.
- 2001—2003 — заместитель начальника организационно-контрольного управления Министерства государственных доходов Армении.
- 2003—2004 — советник начальника налоговой службы при правительстве Армении. Старший советник налоговой службы второго ранга (2002).
- 2004—2007 — директор ЗАО «Магас инвест».
- 14 ноября 2004 — указом министра иностранных дел и торговли Республики Кореи назначен генеральным консулом Республики Корея в Армении[1].
- 12 мая 2007 — избран депутатом парламента Армении от партии «Процветающая Армения»[2].

Женат, имеет двоих детей.